# Rainer von Fieandt
Berndt Rainer von Fieandt (26 tháng 12 năm 1890 – 28 tháng 4 năm 1972) là chủ ngân hàng người Phần Lan và viên chức độc lập
Ông được bổ nhiệm làm Thống đốc Ngân hàng Phần Lan năm 1955 trước khi được bổ nhiệm làm Chủ tịch từ chính phủ. Ông giữ chức Thủ tướng Phần Lan từ năm 1957 đến năm 1958.